# Elaphoglossum basitruncatum
Elaphoglossum basitruncatum är en träjonväxtart som beskrevs av Garth Brownlie.
Elaphoglossum basitruncatum ingår i släktet Elaphoglossum och familjen Dryopteridaceae. Inga underarter finns listade i Catalogue of Life.